# Placement à l'extérieur
Dans les systèmes pénitentiaires, les programmes de placement à l'extérieur permettent à une personne détenue, qui se comporte bien ou qui peut être surveillée de près, de travailler normalement et de retourner en prison à la fin de sa journée de travail. Le concept est créé dans le Wisconsin en 1913 en vertu d’une loi rédigée par le sénateur Henry Huber. 
Certains programmes accordent une plus grande liberté au prisonnier, permettant à certains de rester chez eux et au travail du lundi au vendredi et de purger leur peine le week-end. Selon les conditions du programme, le détenu peut purger sa peine dans une maisons de transition (en), (en anglais : Halfway house) privées ou dans un foyer à domicile tout en ne travaillant pas. D'autres programmes peuvent être proposés aux détenus qui arrivent en fin de peine et qui souhaitent réintégrer la vie civile, avec éventuellement une offre d'emploi à temps plein une fois que le prisonnier est libéré. 

## Avantages du placement à l'extérieur
Les programmes de placement à l'extérieur peuvent avoir un impact positif sur les détenus et leur capacité à obtenir un emploi après leur libération. De plus, les détenus qui participent à ces programmes trouvent un emploi à la sortie presque deux fois plus vite que les détenus qui n'y participent pas. Les détenus qui participaient à un programme de placement à l'extérieur touchent un salaire plus élevé après leur libération. Il a également été démontré que ces programmes réduisent les taux de récidive.